# Jean Nicolas
Jean Edouard Marie Nicolas (Nanterre, 1913. június 9. – Párizs, 1978. szeptember 8.) francia labdarúgó.
Az 1934-es és az 1938-as labdarúgó-világbajnokságon a francia válogatott tagja volt. Válogatottsága alatt 25-ször lépett pályára, és 21 gólt szerzett. Ezzel a tizedik legtöbb gólt lövő játékos a francia válogatott történelmében.

## Pályafutása

### Klubcsapatban
Jean Nicolas Nanterreben született. Pályafutása egészét a Rouen csapatában töltötte. 1930-ban, a Normand bajnokságban - még nem létezett az országos liga - debütált a csapatban. Generációjának egyik legjobb támadójának tartották, mindkét lábával nagyszerűen lőtt kapura, helyzeteit nagy százalékban értékesítette. 1933-ban klubja a professzionalizmust választotta, és csatlakozott az országos második divízióhoz. 1933. szeptember 3-án élete első profi mérkőzésén hét gólt szerzett, a Rouen 12-3-ra győzte le a Club France csapatát. 26 mérkőzésen 54 gólt szerzett az idényben, amely a mai napig rekord a francia másodosztály történetében. Az ezt követő két szezonban is 30 és 45 gólt szerzett, majd amikor 1936-ban az Rouen feljutott az élvonalba, Nicolas 27 gólt szerzett 26 mérkőzésen, a francia kupa elődöntőjében pedig a Strasbourggal szemben maradtak alul. A következő szezonban 26 bajnokin szerzett 26 góljával gólkirály lett, a Valenciennes FC elleni bajnokin hétszer talált a hálóba. Pályafutását a második világháború törte meg, összességében 164 francia bajnoki meccsen - beleszámítva a nem egységes országos ligát is - 193 gólt szerzett.

### A válogatottban
Részt vett az 1934-es és az 1938-as labdarúgó-világbajnokságon, utóbbi tornán két gólt szerzett. A válogatottban 25-ször lépett pályára, és 21 gólt szerzett.

### Edzőként
Edzőként amatőr klubokat, az SL Kreiskert, az SV Guilers és a CO Lesnevent irányította.